# Opel Rekord P2
Der Opel Rekord P2 ist ein Pkw-Modell, das Opel im August 1960 als Nachfolger des Opel Olympia Rekord P (der mit dem Erscheinen des P2 nachträglich als Rekord P1 bezeichnet wird) auf den Markt brachte. Eine Neuerung war die zunächst auswärts gebaute und später werkseigene Coupé-Version.
Abhängig von der Literaturquelle wird er der oberen Mittelklasse oder der Mittelklasse zugerechnet.

## Modellgeschichte

### Allgemeines
Die  Karosserie war neu gestaltet und die Panoramascheiben – wofür das „P“ in der Modellbezeichnung stand – nicht mehr so weit  herumgebogen wie beim Vorgänger, was vorn das Einsteigen erleichterte. Dem damaligen Zeitgeschmack folgend sind die kleinen Heckflossen, welche als Peilstege zum Einparken nützlich waren. Trotzdem hieß das neue Modell „P2“.
Technisch orientierte sich Opel beim P2 an dessen Vorgängermodell, allerdings wurde der Insassenschutz in Details verbessert. Auf der Handschuhfachklappe befand sich immer noch der Schriftzug „Olympia“. Der Innenraum zeigte sich modernisiert. Auch bei dieser Modellreihe waren zweifarbige Polsterungen und zweifarbige Lackierungen erhältlich. Bei der Konstruktion des P2 wurden die Maße des Innenraums zuerst festgelegt, bevor die Karosserie geformt wurde. Die Sitz- und Einstiegsverhältnisse sollten sich deutlich verbessern. Die Panorama-Frontscheibe war zugunsten größerer Türen weniger stark in die Seiten gezogen. Die Sichtverhältnisse wurden dadurch nicht beeinträchtigt, die Fachpresse beurteilte die Rundumsicht aufgrund der um die Ecken gebogenen Front- und Heckscheibe als sehr gut. 
Das Heck war durch Rückleuchten gekennzeichnet, die aus kleinen Paaren runder Leuchten bestanden, die auf den Flossen am Ende der seitlichen Chromleiste platziert waren, sowie zwei kleineren Blinkern darunter. Technisch orientierte sich Opel beim P2 am Vorgängermodell, allerdings wurde der Insassenschutz in Details verbessert. Der Innenraum zeigte sich modernisiert und war durch die größeren Glasflächen heller. Auf der Handschuhfachklappe befand sich weiterhin der Schriftzug „Olympia“, wie es auch bei der P1 der Fall war. Die Insassen fanden auf zwei durchgehenden Sitzbänken Platz, wobei die vordere Bank zwei unabhängig voneinander verstellbare Rückenlehnen hatte. 
Auch bei dieser Modellreihe waren zweifarbige Polsterungen und zweifarbige Lackierungen erhältlich. Das Armaturenbrett und Teile der Türen waren in Wagenfarbe lackiert, jedoch gab es neue Elemente wie eine teilweise Polsterung des oberen Bereichs des Armaturenbretts mit weichem, blendfreiem Material. Der Fahrersitz war durch ein neues Lenkrad mit verlängerter Nabe gekennzeichnet, während die runde Hupe, konzentrisch zur Lenkradkrone, erhalten blieb. Die Instrumentierung war horizontal angeordnet, mit einer neuen Anordnung der Anzeigen relativ zum Tachometer, an dessen Seiten der Wasserthermometer und die Kraftstoffanzeige platziert waren. Die Uhr wurde in die Mitte des Armaturenbretts verschoben, sodass sie auch für die anderen Passagiere sichtbar war. 

### Varianten
Erhältlich war das Fahrzeug als zwei- oder viertürige Stufenhecklimousine, zweitüriges Coupé, dreitüriger Kombi Caravan und als dreitüriger Lieferwagen (Kombi ohne hintere Seitenfenster) und war fast drei Jahre lang im Programm. Das Coupé, dessen Dach niedriger und hinten stärker abgeschrägt war als das der Limousine, erhielt wegen der etwas unausgewogenen Proportionen den Spitznamen „Rasender Kofferraum“. 
Anfangs baute die Firma Karosseriebau Autenrieth in Darmstadt Limousinen in Coupés um, ab August 1961 fertigte das Opel-Stammwerk Rüsselsheim die Coupé-Karosserie selbst. Auf Wunsch gab es Cabrio-Umbauten von Autenrieth und dem Kölner Karosseriebauer Deutsch. Von 20 gebauten Cabrios sollen noch acht Stück existieren (Stand 2005).

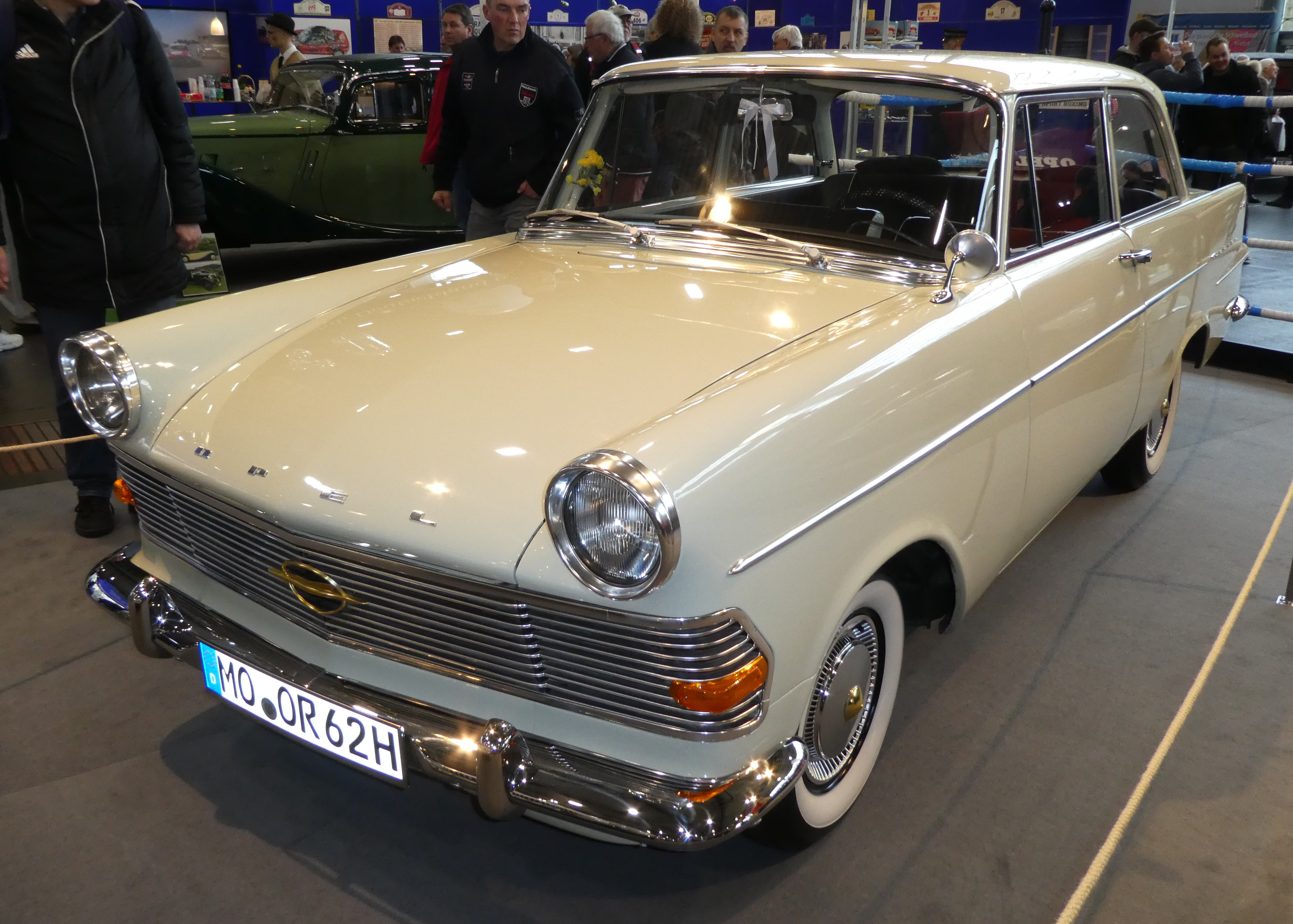
Opel Rekord P2
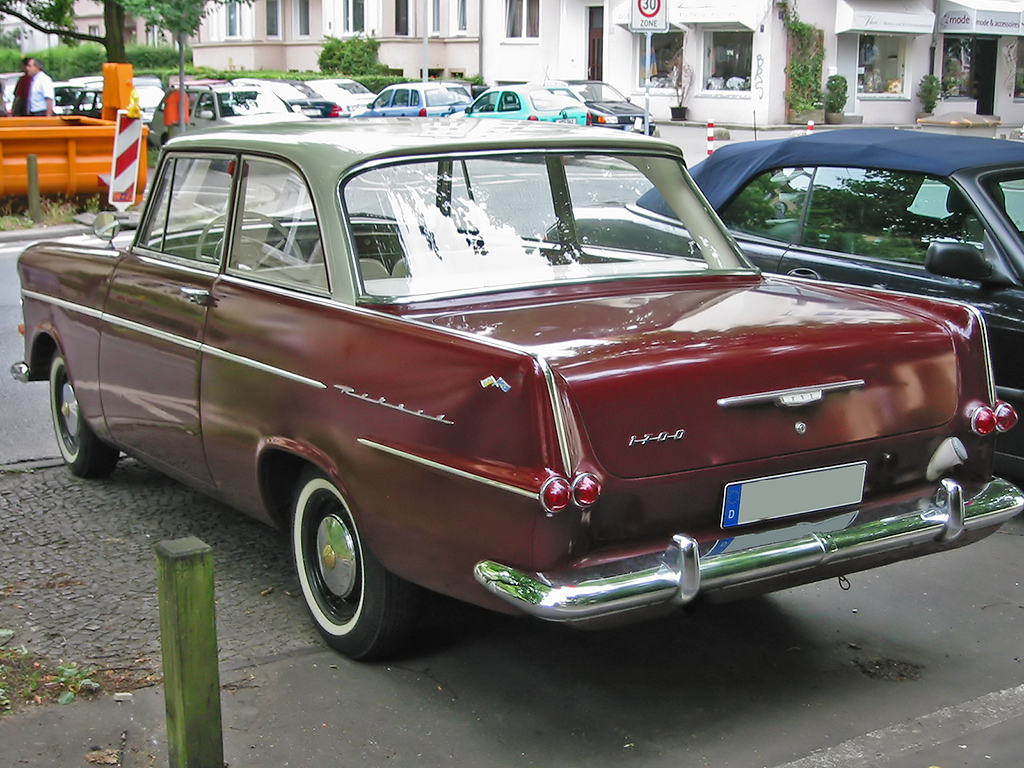
Heckansicht (zweifarbige Lackierung)
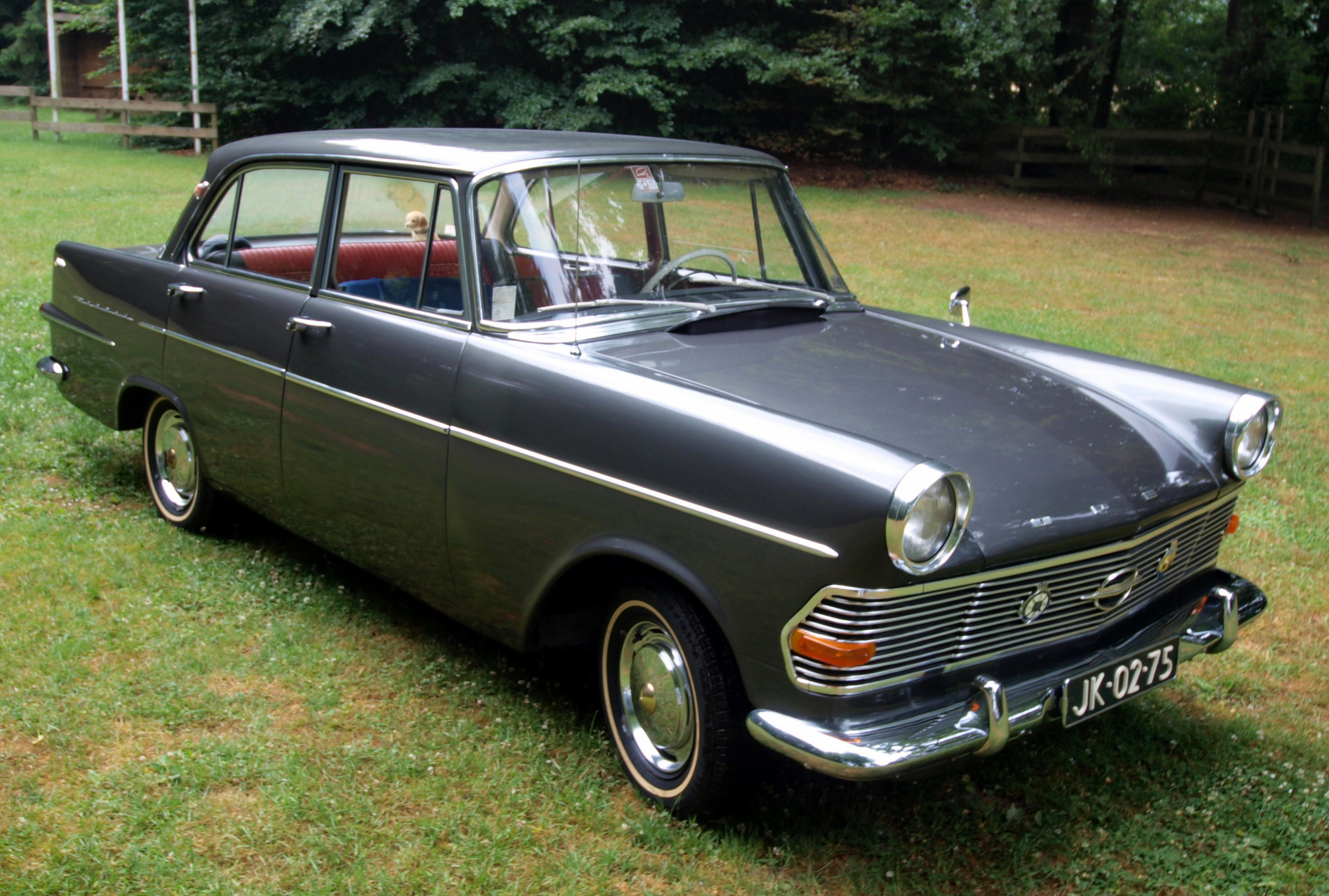
Opel Rekord P2 als viertürige Limousine
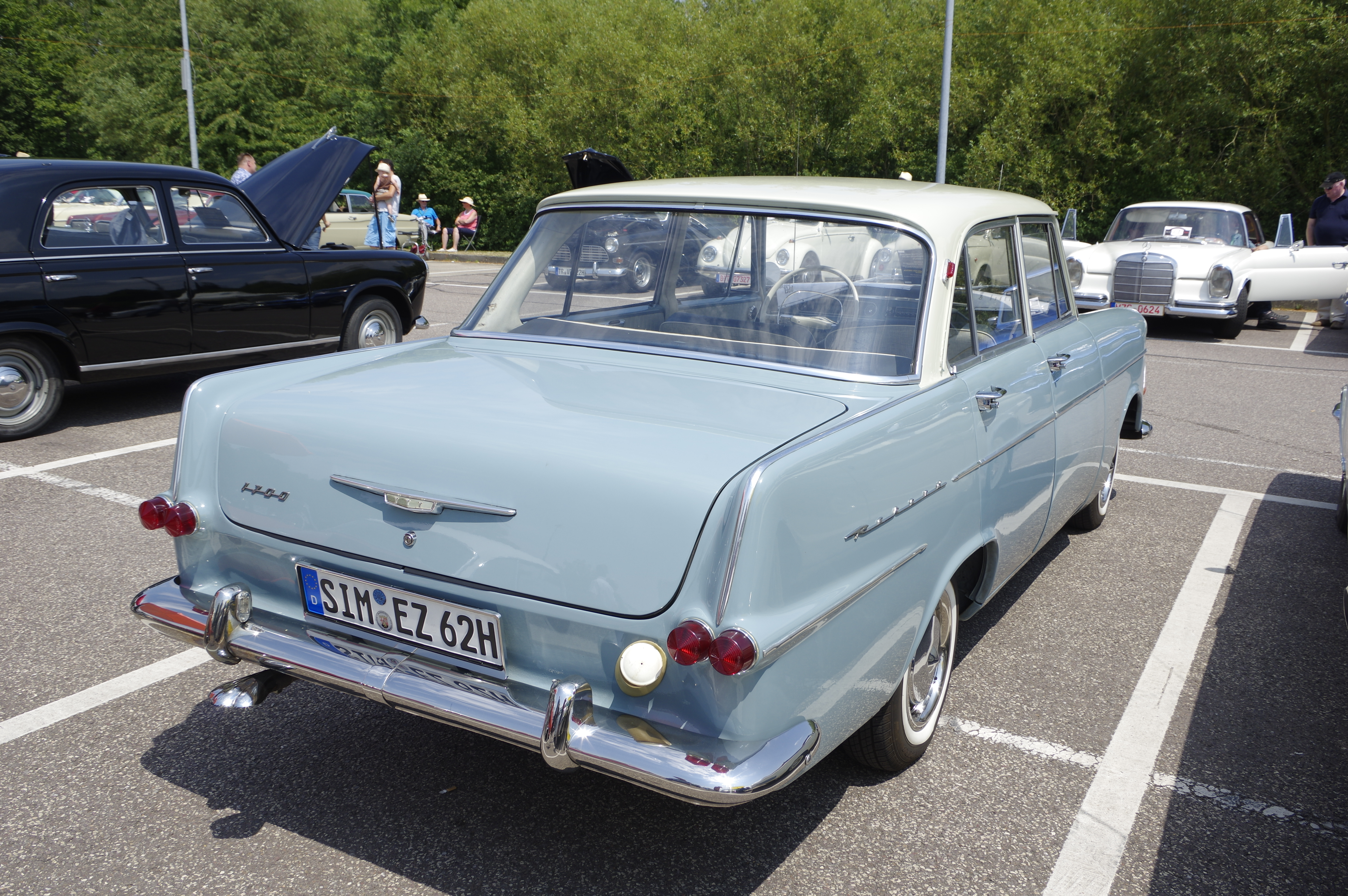
Opel Rekord P2 als viertürige Limousine
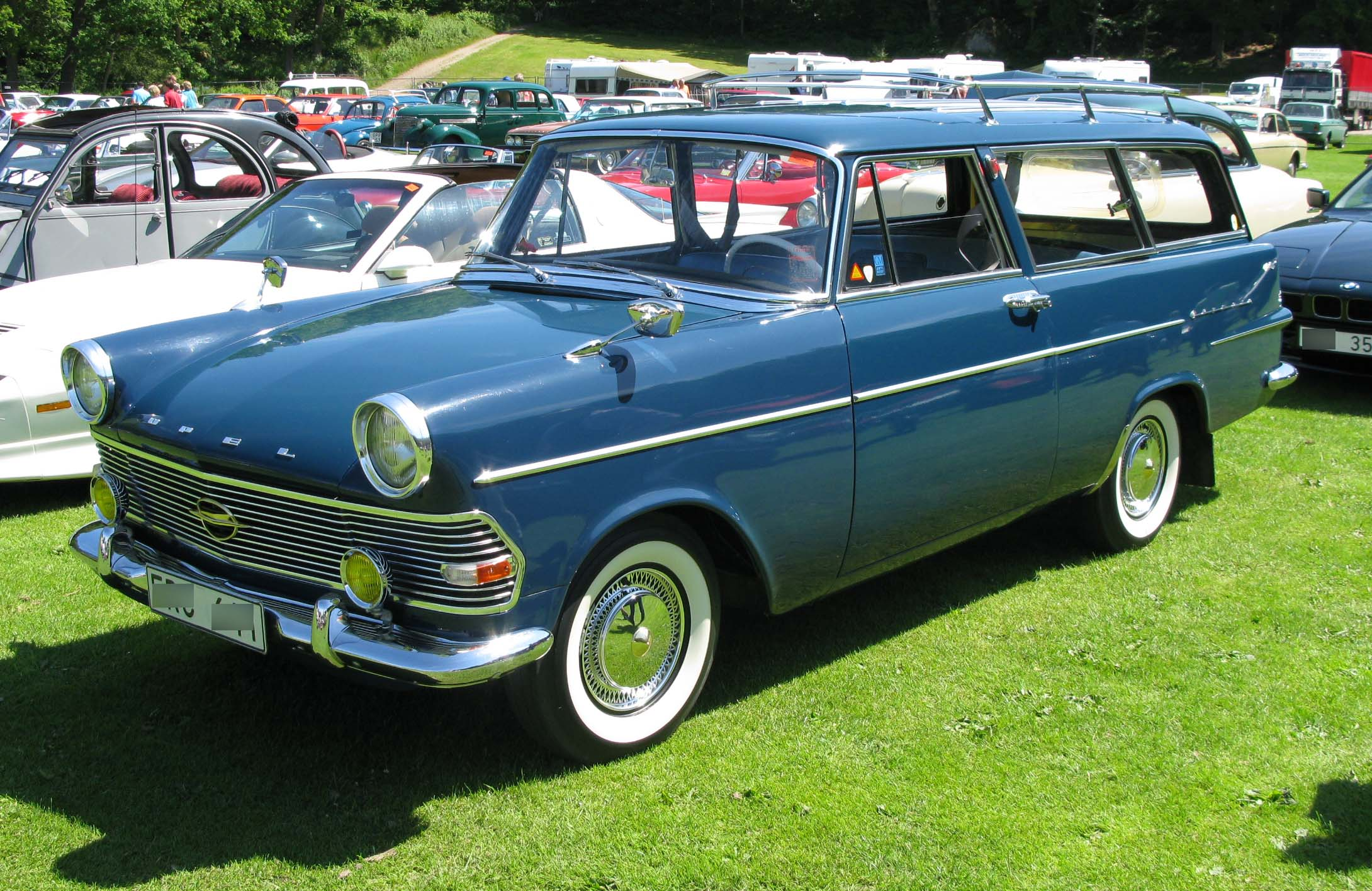
Opel Rekord P2 Caravan (1960–1963)
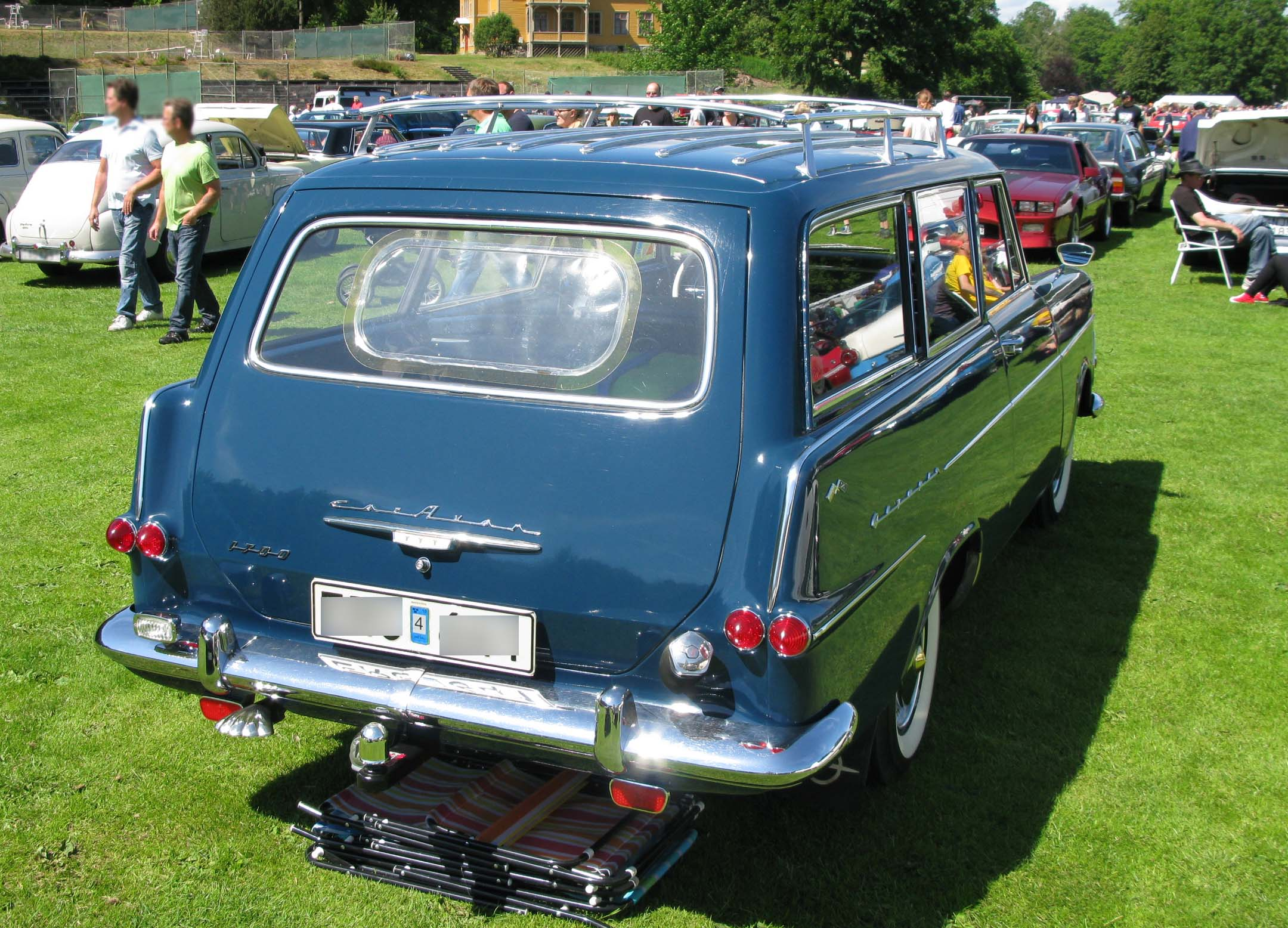
Opel Rekord P2 Caravan (1960–1963)
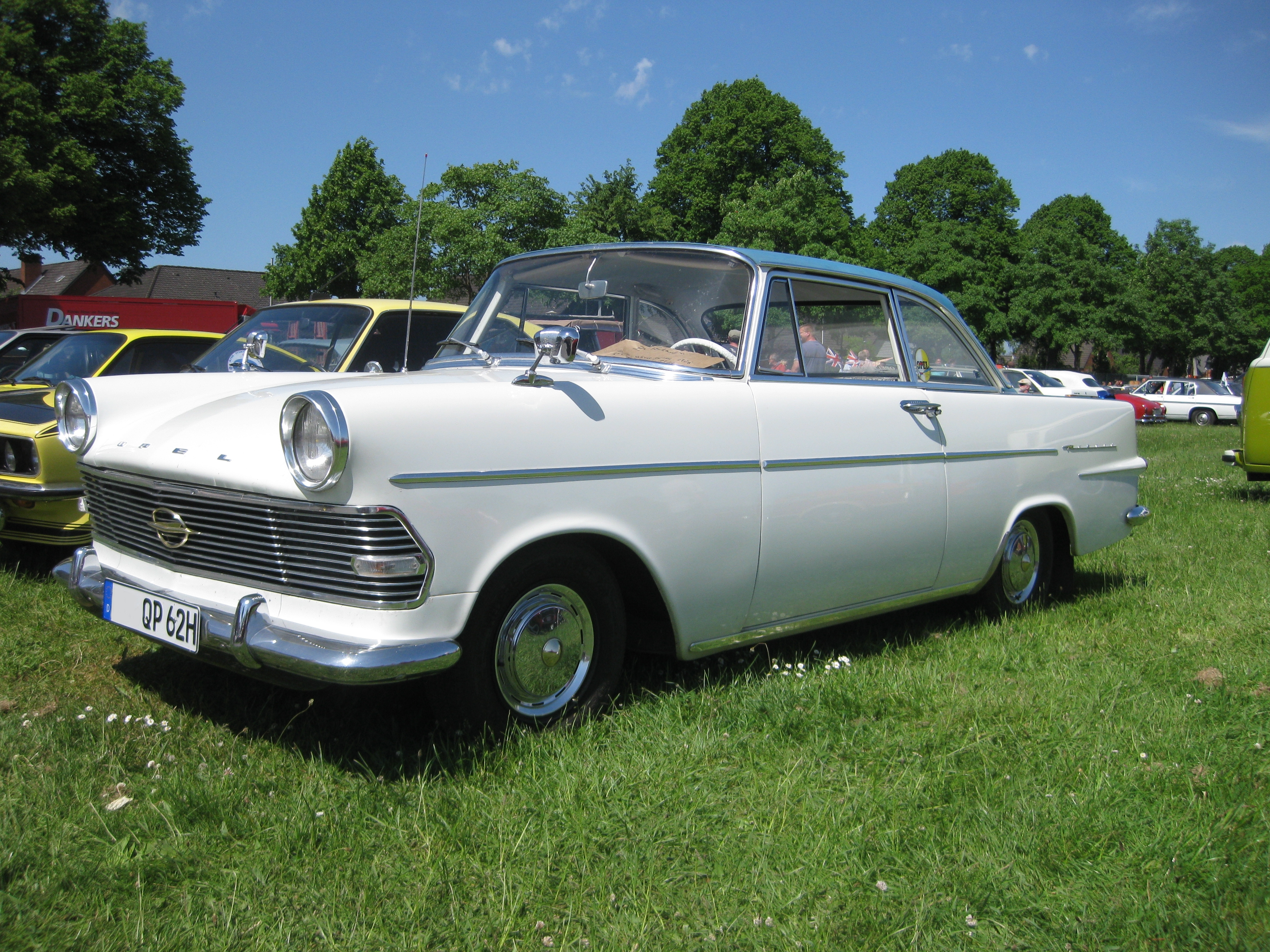
Opel Rekord P2 Coupé
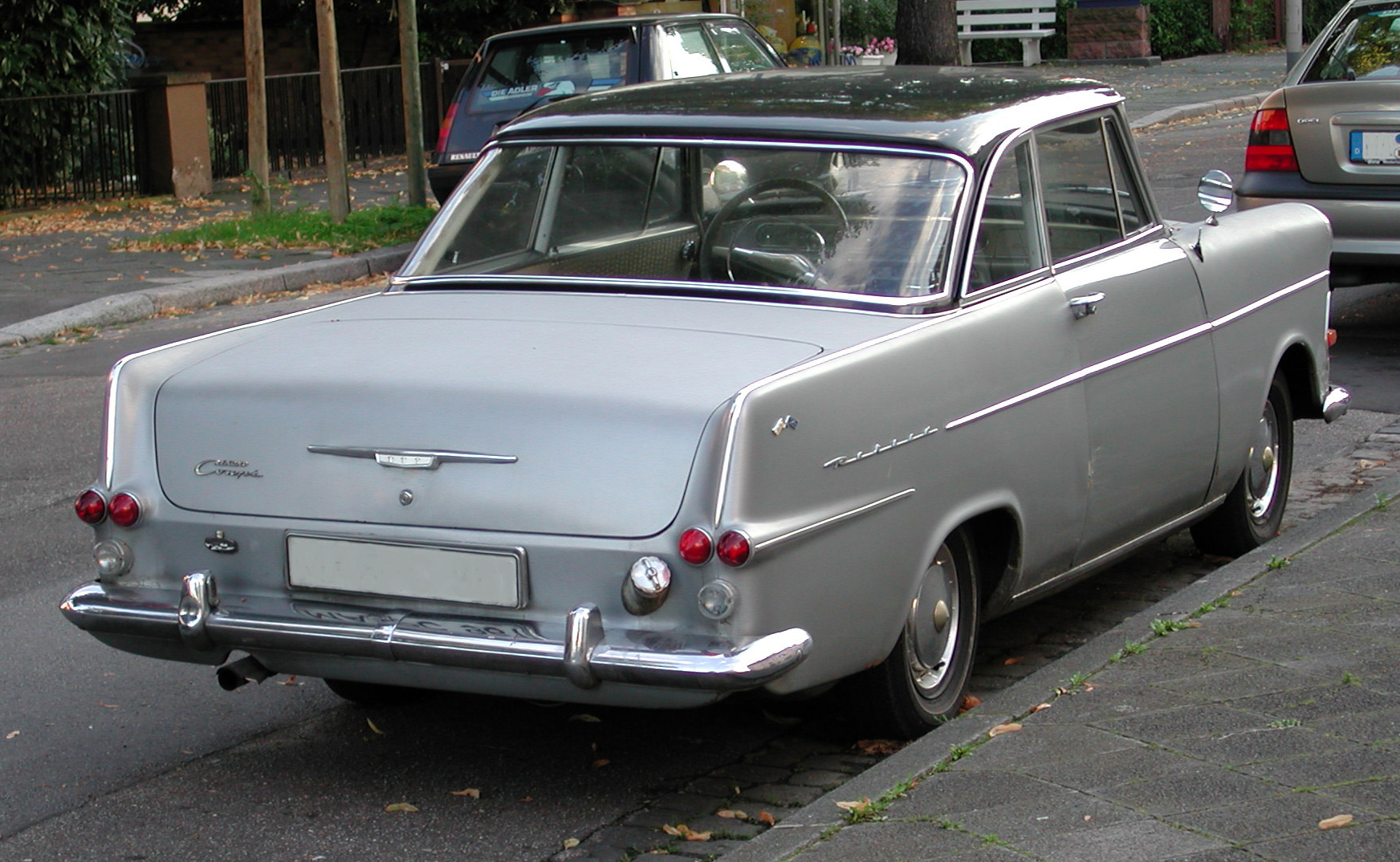
Opel Rekord P2 Coupé (1961–1963)
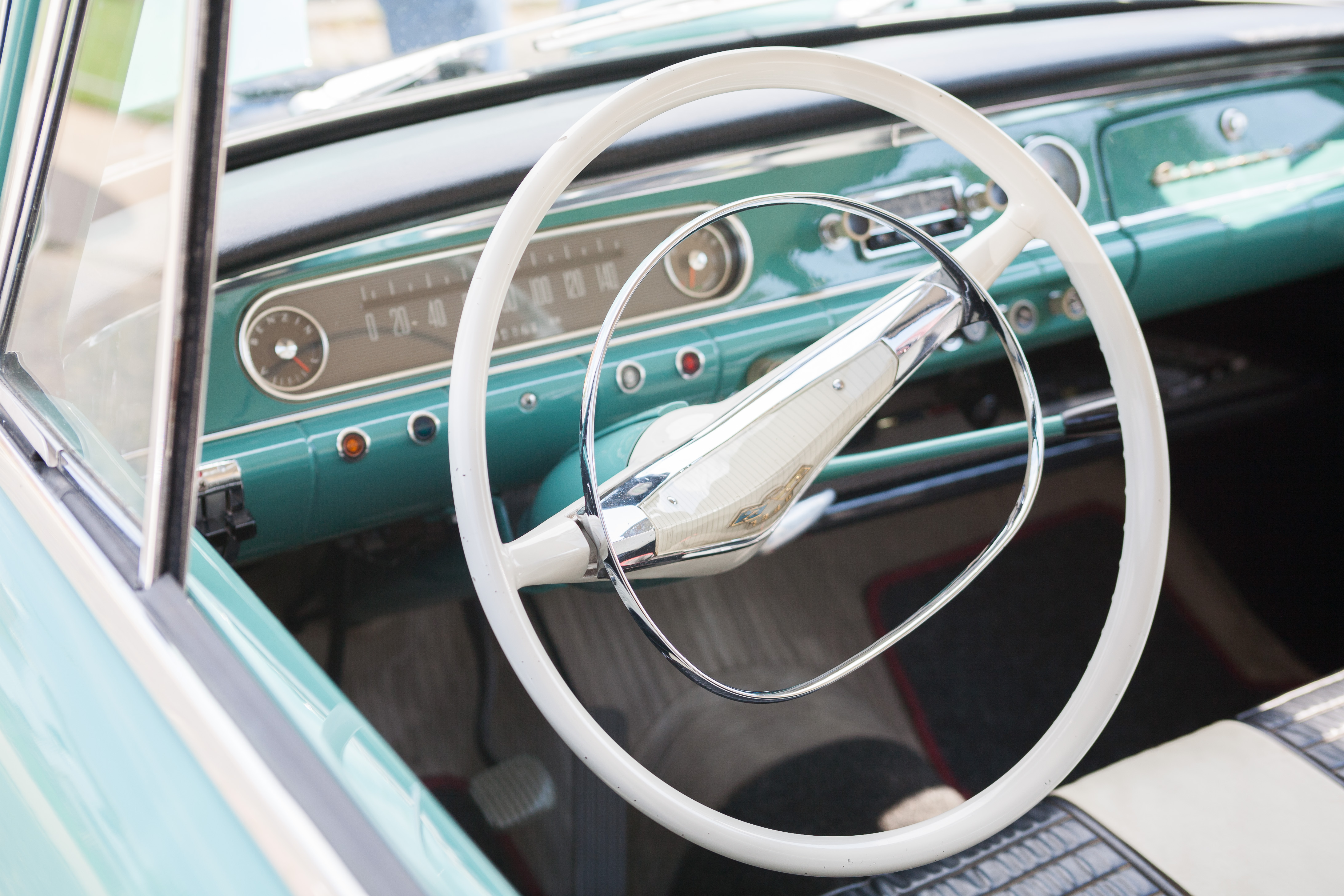
Opel Rekord P2 1700 (Interieur)

### Technik und Antrieb

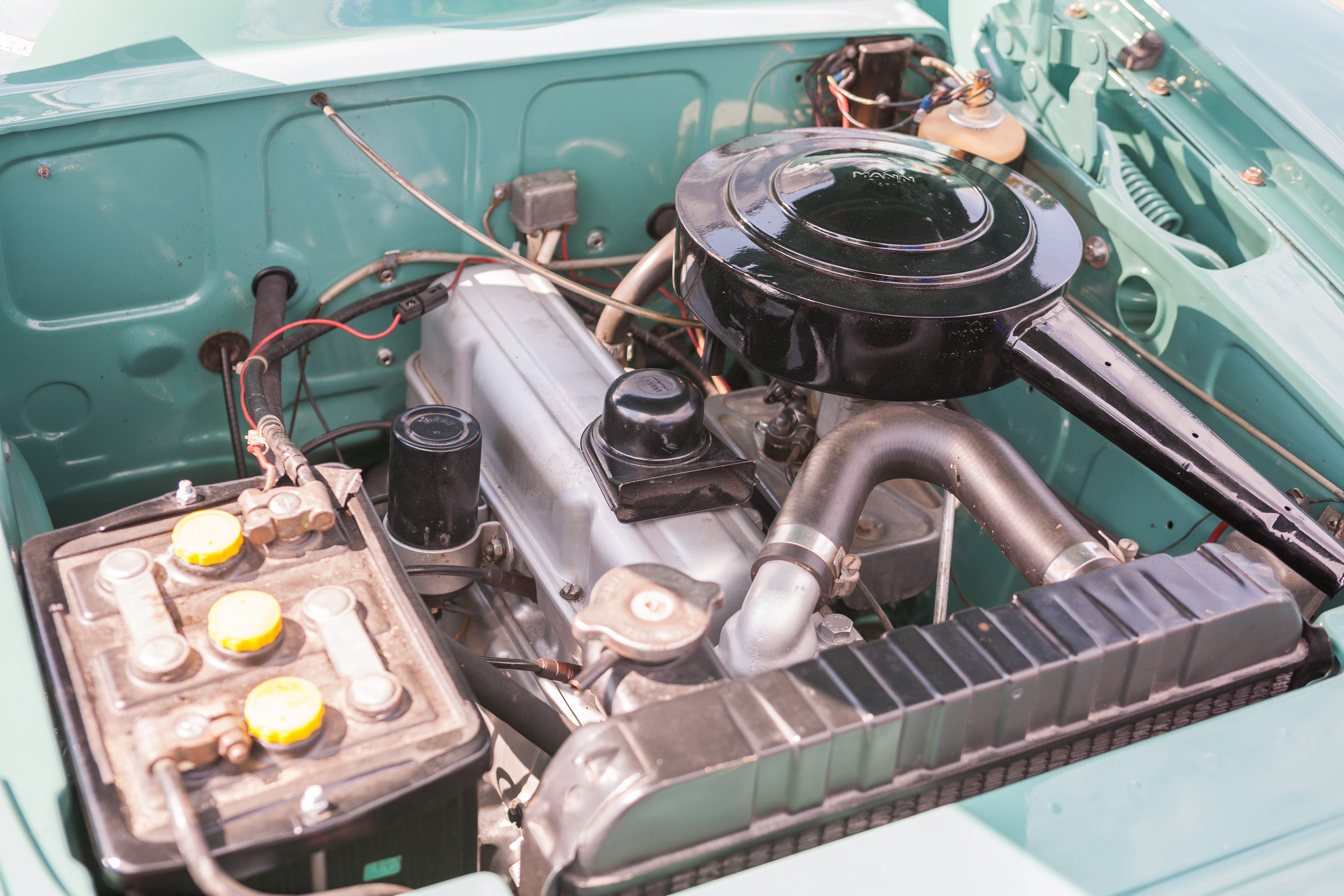
Motorraum eines Opel Rekord P2 1700

Antriebsquelle war wie im Rekord P1 der Reihen-Vierzylindermotor aus dem Opel Olympia von 1937. Motorblock und Zylinderkopf waren aus Grauguss, die Kurbelwelle vierfach gelagert. Es gab ihn mit 50 PS (37 kW) Leistung aus 1,5 Litern Hubraum oder 55 PS (40 kW) aus 1,7 Litern. Beim 1700 L wurde die Leistung auf 60 PS (44 kW) gesteigert. Der Rekord 1500 hatte ein vollsynchronisiertes Dreiganggetriebe, die Modelle 1700, 1700 L und das Coupé gab es auf Wunsch mit einem Vierganggetriebe. 
Alle hatten Lenkradschaltung. Über eine einteilige Kardanwelle wurde die starre Hinterachse angetrieben. Alle Modelle außer dem 1700 L mit Vierganggetriebe konnten auch mit der halbautomatischen Kupplung Saxomat von Fichtel & Sachs ausgestattet werden, die bei Opel „Olymat“ hieß. Das halbautomatische Getriebe bestand aus einer fliehkraftgesteuerten Anfahrkupplung und einer zweiten Kupplung zum Gangwechsel. Die vom Unterdruck des Motors betätigte zweite Kupplung wurde beim Schalten durch einen elektrischen Kontakt am Schalthebel aktiviert, wodurch das Kupplungspedal entfiel. Der Olymat arbeitete ähnlich dem Kupplungsautomaten „Hydrak“ in dem Sechszylinder-Ponton-Mercedes (W 105) mit komfortablerer, aber technisch aufwendigerer hydraulischer Anfahrkupplung.
Eine geringfügige Spurverbreiterung gegenüber dem Vorgängermodell durch andere Räder beeinflusste das Fahrverhalten positiv, außerdem wurde der Federungskomfort verbessert. Das Chassis des P2 unterschied sich konstruktiv deutlich von dem des P1: Die Bodengruppe war mit Längs- und Querträgern verschweißt, die Achsen und Motor aufnahmen. Opel bezeichnete diese Konstruktion als selbsttragend mit Plattformrahmen, sie wurde zuvor bereits beim Kapitän P 2,5 und P 2,6 verwendet.
Bis zum Produktionsende im Februar 1963 liefen insgesamt 556.691 Exemplare vom Band. Im Folgemonat kam der Nachfolger Opel Rekord A auf den Markt.
Als preisgünstiges Einstiegsmodell gab es parallel zum P2 bis Dezember 1962 den P1 als Opel 1200 mit einfacher Ausstattung, 1,2 Liter Hubraum und 40 PS (29 kW). Für den Export (nicht in Deutschland) gab es den 1200 auch mit 1,5 Liter Hubraum und 50 PS (37 kW).

## Technische Daten
| Technische Daten Opel 1200, Opel Rekord P1 und Opel Rekord P2 (1960–1963) | Technische Daten Opel 1200, Opel Rekord P1 und Opel Rekord P2 (1960–1963)                                     | Technische Daten Opel 1200, Opel Rekord P1 und Opel Rekord P2 (1960–1963)                                     | Technische Daten Opel 1200, Opel Rekord P1 und Opel Rekord P2 (1960–1963)                                     | Technische Daten Opel 1200, Opel Rekord P1 und Opel Rekord P2 (1960–1963)                                     | Technische Daten Opel 1200, Opel Rekord P1 und Opel Rekord P2 (1960–1963)                                     |
| Modell                                                                    | 1200 | 1500 | 1500 | 1700 | 1700 S |
| ------------------------------------------------------------------------- | --- | --- | --- | --- | --- |
| Baujahr                                                                   | 1958–1962 | 1957–1959 | 1960–1963 | 1960–1963 | 1961–1963 |
| Motor                                                                     | Viertakt-Ottomotor mit vier Zylindern in Reihe                                                                | Viertakt-Ottomotor mit vier Zylindern in Reihe                                                                | Viertakt-Ottomotor mit vier Zylindern in Reihe                                                                | Viertakt-Ottomotor mit vier Zylindern in Reihe                                                                | Viertakt-Ottomotor mit vier Zylindern in Reihe                                                                |
| Hubraum                                                                   | 1196 cm³ | 1488 cm³ | 1488 cm³ | 1680 cm³ | 1680 cm³ |
| Bohrung × Hub                                                             | 72 × 74 mm | 80 × 74 mm | 80 × 74 mm | 85 × 74 mm | 85 × 74 mm |
| Leistung bei 1/min                                                        | 29 kW (40 PS) 4400                                                                                            | 33 kW (45 PS) 3900                                                                                            | 37 kW (50 PS) 4000                                                                                            | 40 kW (55 PS) 4000                                                                                            | 44 kW (60 PS) 4100                                                                                            |
| Max. Drehmoment bei 1/min                                                 | 82 Nm 2500 | 98 Nm 2300 | 106 Nm 2100                                                                                                   | 120 Nm 2100                                                                                                   | 125 Nm 1700–2000                                                                                              |
| Verdichtung                                                               | 7,5 : 1 | 6,9 : 1 | 7,25 : 1 | 7,25 : 1 | 8,0 : 1 |
| Gemischaufbereitung                                                       | Ein Opel-Fallstromvergaser (Lizenz der US-Firma Carter Carburetor Co.) Lufttrichter Ø 30 mm (1700 S: Ø 36 mm) | Ein Opel-Fallstromvergaser (Lizenz der US-Firma Carter Carburetor Co.) Lufttrichter Ø 30 mm (1700 S: Ø 36 mm) | Ein Opel-Fallstromvergaser (Lizenz der US-Firma Carter Carburetor Co.) Lufttrichter Ø 30 mm (1700 S: Ø 36 mm) | Ein Opel-Fallstromvergaser (Lizenz der US-Firma Carter Carburetor Co.) Lufttrichter Ø 30 mm (1700 S: Ø 36 mm) | Ein Opel-Fallstromvergaser (Lizenz der US-Firma Carter Carburetor Co.) Lufttrichter Ø 30 mm (1700 S: Ø 36 mm) |
| Ventilsteuerung                                                           | Hängende Ventile, Stößel, Stoßstangen und Kipphebel seitliche Nockenwelle, Antrieb durch Stirnräder           | Hängende Ventile, Stößel, Stoßstangen und Kipphebel seitliche Nockenwelle, Antrieb durch Stirnräder           | Hängende Ventile, Stößel, Stoßstangen und Kipphebel seitliche Nockenwelle, Antrieb durch Stirnräder           | Hängende Ventile, Stößel, Stoßstangen und Kipphebel seitliche Nockenwelle, Antrieb durch Stirnräder           | Hängende Ventile, Stößel, Stoßstangen und Kipphebel seitliche Nockenwelle, Antrieb durch Stirnräder           |
| Kühlung                                                                   | Wasserkühlung mit Pumpe, thermostatisch geregelter Kühlmittelkreislauf mit Dehnstoff-Thermostatventil         | Wasserkühlung mit Pumpe, thermostatisch geregelter Kühlmittelkreislauf mit Dehnstoff-Thermostatventil         | Wasserkühlung mit Pumpe, thermostatisch geregelter Kühlmittelkreislauf mit Dehnstoff-Thermostatventil         | Wasserkühlung mit Pumpe, thermostatisch geregelter Kühlmittelkreislauf mit Dehnstoff-Thermostatventil         | Wasserkühlung mit Pumpe, thermostatisch geregelter Kühlmittelkreislauf mit Dehnstoff-Thermostatventil         |
| Getriebe                                                                  | Dreiganggetriebe (ab 1960 auch Viergang-Getriebe), Lenkradschaltung                                           | Dreiganggetriebe (ab 1960 auch Viergang-Getriebe), Lenkradschaltung                                           | Dreiganggetriebe (ab 1960 auch Viergang-Getriebe), Lenkradschaltung                                           | Dreiganggetriebe (ab 1960 auch Viergang-Getriebe), Lenkradschaltung                                           | Dreiganggetriebe (ab 1960 auch Viergang-Getriebe), Lenkradschaltung                                           |
| Radaufhängung vorn                                                        | einzeln an doppelten Querlenkern, Schraubenfedern, Stabilisator                                               | einzeln an doppelten Querlenkern, Schraubenfedern, Stabilisator                                               | einzeln an doppelten Querlenkern, Schraubenfedern, Stabilisator                                               | einzeln an doppelten Querlenkern, Schraubenfedern, Stabilisator                                               | einzeln an doppelten Querlenkern, Schraubenfedern, Stabilisator                                               |
| Lenkung                                                                   | Kugelumlauflenkung, dreiteilige Spurstange                                                                    | Kugelumlauflenkung, dreiteilige Spurstange                                                                    | Kugelumlauflenkung, dreiteilige Spurstange                                                                    | Kugelumlauflenkung, dreiteilige Spurstange                                                                    | Kugelumlauflenkung, dreiteilige Spurstange                                                                    |
| Radaufhängung hinten                                                      | Starrachse an 2 halbelliptischen Blattfedern mit 3 (Caravan: 4) Federlagen                                    | Starrachse an 2 halbelliptischen Blattfedern mit 3 (Caravan: 4) Federlagen                                    | Starrachse an 2 halbelliptischen Blattfedern mit 3 (Caravan: 4) Federlagen                                    | Starrachse an 2 halbelliptischen Blattfedern mit 3 (Caravan: 4) Federlagen                                    | Starrachse an 2 halbelliptischen Blattfedern mit 3 (Caravan: 4) Federlagen                                    |
| Bremsen                                                                   | hydraulisch betätigte Trommelbremsen, Ø 200 mm (Caravan hinten Ø 230 mm)                                      | hydraulisch betätigte Trommelbremsen, Ø 200 mm (Caravan hinten Ø 230 mm)                                      | hydraulisch betätigte Trommelbremsen, Ø 200 mm (Caravan hinten Ø 230 mm)                                      | hydraulisch betätigte Trommelbremsen, Ø 200 mm (Caravan hinten Ø 230 mm)                                      | hydraulisch betätigte Trommelbremsen, Ø 200 mm (Caravan hinten Ø 230 mm)                                      |
| Elektrische Anlage                                                        | 6 Volt, Gleichstrom-Lichtmaschine mit Laderegler, Batterie 77 Ah                                              | 6 Volt, Gleichstrom-Lichtmaschine mit Laderegler, Batterie 77 Ah                                              | 6 Volt, Gleichstrom-Lichtmaschine mit Laderegler, Batterie 77 Ah                                              | 6 Volt, Gleichstrom-Lichtmaschine mit Laderegler, Batterie 77 Ah                                              | 6 Volt, Gleichstrom-Lichtmaschine mit Laderegler, Batterie 77 Ah                                              |
| Karosserie                                                                | Stahlblech, selbsttragend                                                                                     | Stahlblech, selbsttragend                                                                                     | Stahlblech, selbsttragend                                                                                     | Stahlblech, selbsttragend                                                                                     | Stahlblech, selbsttragend                                                                                     |
| Spurweite vorn/hinten                                                     | 1260/1270 mm (ab 1960: 1265/1280 mm)                                                                          | 1260/1270 mm (ab 1960: 1265/1280 mm)                                                                          | 1260/1270 mm (ab 1960: 1265/1280 mm)                                                                          | 1260/1270 mm (ab 1960: 1265/1280 mm)                                                                          | 1260/1270 mm (ab 1960: 1265/1280 mm)                                                                          |
| Radstand                                                                  | 2541 mm | 2541 mm | 2541 mm | 2541 mm | 2541 mm |
| Länge                                                                     | 4433 mm, ab 1960 4515 mm                                                                                      | 4433 mm, ab 1960 4515 mm                                                                                      | 4433 mm, ab 1960 4515 mm                                                                                      | 4433 mm, ab 1960 4515 mm                                                                                      | 4433 mm, ab 1960 4515 mm                                                                                      |
| Leergewicht                                                               | 910–975 kg (Caravan: 1000–1015 kg)                                                                            | 910–975 kg (Caravan: 1000–1015 kg)                                                                            | 910–975 kg (Caravan: 1000–1015 kg)                                                                            | 910–975 kg (Caravan: 1000–1015 kg)                                                                            | 910–975 kg (Caravan: 1000–1015 kg)                                                                            |
| Höchstgeschwindigkeit                                                     | 119 km/h | 125–128 km/h                                                                                                  | 125–128 km/h                                                                                                  | 130–132 km/h                                                                                                  | 135–140 km/h                                                                                                  |
| Beschleunigung 0–100 km/h                                                 | 33 s | 24–27 s | 24–27 s | 20–22 s | 20 s |
| Verbrauch (Liter/100 km)                                                  | 9,0 l Normal                                                                                                  | 9,5–10,5 l Normal                                                                                             | 9,5–10,5 l Normal                                                                                             | 9,5–10,5 l Normal                                                                                             | 9,5 l Super                                                                                                   |